# Saint-Florent-sur-Auzonnet
Saint-Florent-sur-Auzonnet is een gemeente in het Franse departement Gard (regio Occitanie). De plaats maakt deel uit van het arrondissement Alès. Saint-Florent-sur-Auzonnet telde op 1 januari 2022 1.203 inwoners.

## Geografie
De oppervlakte van Saint-Florent-sur-Auzonnet bedroeg op 1 januari 2022 9,31 vierkante kilometer; de bevolkingsdichtheid was toen 129,2 inwoners per km².

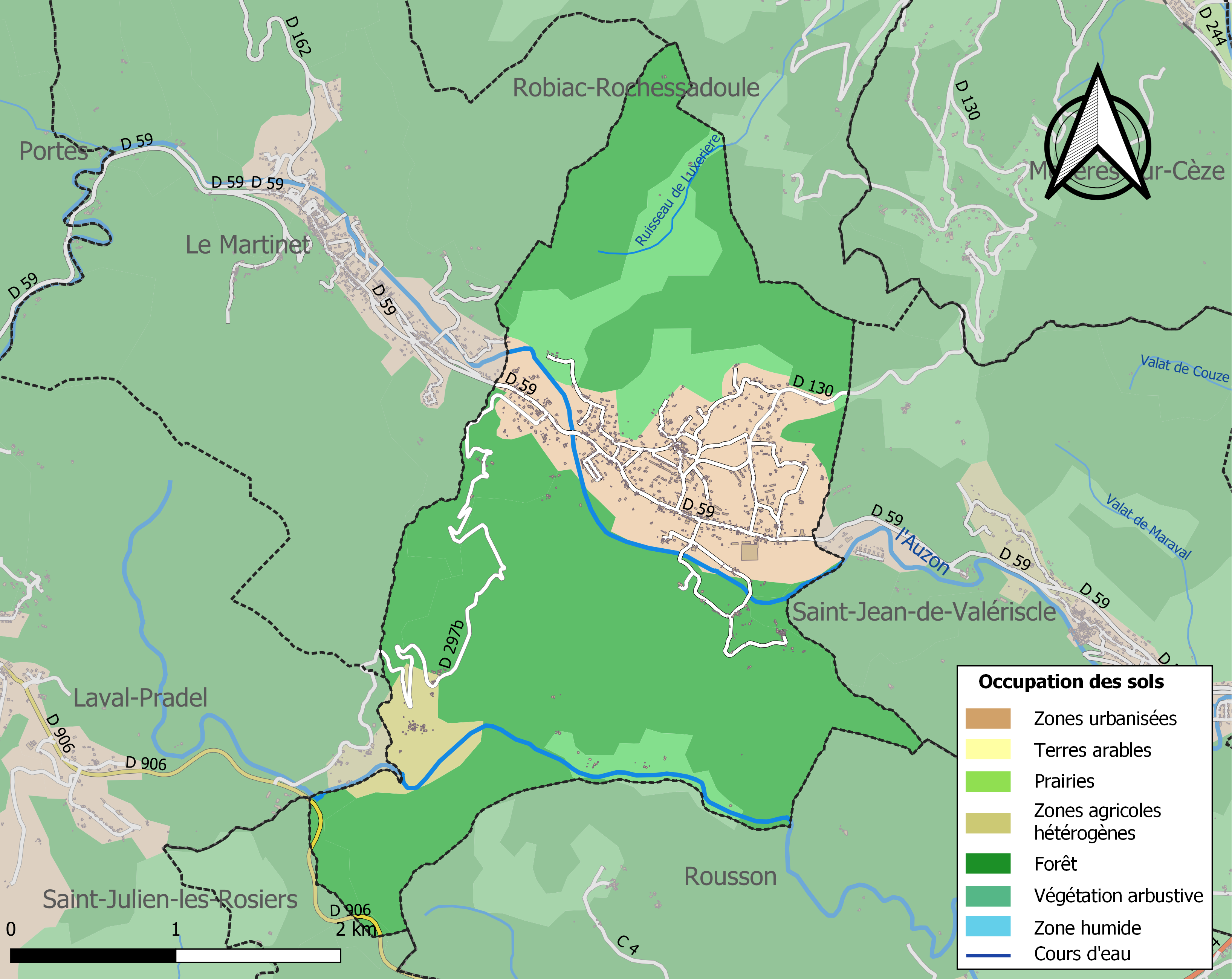
Kaart van de gemeente met belangrijkste infrastructuur, bodemgebruik en omliggende gemeenten

## Demografie
Onderstaande figuur toont het verloop van het inwonertal (bron: INSEE-tellingen).